# Gerd Wessig
Gerd Wessig (Lübz, 16 de julio de 1959) es un excampeón olímpico en salto de altura por Alemania Oriental.

## Trayectoria
Cocinero de profesión y estudiante de gastronomía, poco antes de los Juegos Olímpicos de Moscú sorprendentemente
venció el campeonato nacional, con un salto de 2.30 m y se clasificó para el equipo de atletismo en los Juegos.
En Moscú, él era uno de los mejor posicionados para una medalla, sin ser un favorito. En la final, sin embargo, no solo conquistó la medalla de oro, sino que batió el récord mundial del salto en altura, alcanzando 2,36m, y se tornó el primer atleta en batir el récord mundial de esta prueba en los Juegos Olímpicos.
Tras los Juegos, Wessig intentó carrera en el decatlón hasta 1983, sin conseguir ningún logro importante. Retornó entonces al salto en altura, pero frecuentes lesiones lastraron sus actuaciones. Sin la misma forma que en Moscú, consiguió apenas éxito nacional, siendo bicampeón nacional de la prueba de salto de altura en 1987 y 1988.
Desde que terminó su carrera en el atletismo, dirige una empresa que vende artículos deportivos en Mecklemburgo, en la Pomerania.